# Марк Юній Пенн
Марк Юній Пенн (лат. Marcus Junius Pennus; ? — після 167 до н. е.) — політичний та військовий діяч Римської республіки, консул 167 року до н. е.

## Життєпис
Походив з роду нобілів Юніїв. Син Марка Юнія Пенна, міського претора 201 року до н. е. Про молоді роки немає відомостей. 
У 172 році до н. е. став претором. Як провінцію отримав Ближню Іспанію.
У 167 році до н. е. обрано консулом разом з Квінтом Елієм Петом. Під час своєї каденції намагався придушити повстання в Лігурії, проте не мав успіху. Надалі значний час приділяв засіданням сенату. Про подальшу діяльність нічого невідомо.

## Родина
- Марк Юній Пенн, народний трибун 126 року до н. е.